# Đảng Cộng hòa Xã hội
Đảng Cộng hòa Xã hội (tiếng Pháp: Parti social républicain; PSR: tiếng Khmer: Sangkum Sathéaranak Râth) là đảng phái chính trị tại Campuchia do Tổng thống Lon Nol thành lập vào tháng 6 năm 1972 để tham gia tranh cử trong cuộc bầu cử Quốc hội nước Cộng hòa Khmer được tổ chức vào ngày 3 tháng 9 năm 1972.

## Lịch sử hình thành
Đảng Cộng hòa Xã hội được thành lập xung quanh Hiệp hội Cộng hòa xã hội hiện có của Lon Nol và chịu nhiều ảnh hưởng từ người em trai Lon Non và các sĩ quan của lực lượng vũ trang nước Cộng hòa Khmer. Lấy biểu tượng Angkor Wat, trước đây được Đảng Tự do của Hoàng thân Norodom Norindeth sử dụng từ năm 1946-1956. Cương lĩnh của Đảng là chủ nghĩa dân túy, dân tộc và chống Cộng, Lon Nol kiên quyết chống lại ảnh hưởng của Bắc Việt và Trung Quốc tại khu vực trong bối cảnh Chiến tranh Đông Dương lần thứ hai: giá trị của nó chủ yếu được tuyên bố là "chủ nghĩa cộng hòa, trách nhiệm xã hội và chủ nghĩa dân tộc". Chức năng chính của Đảng là hỗ trợ và hợp pháp hóa quyền lãnh đạo đất nước của Lon Nol, về sau ông đã phát triển một hệ tư tưởng nửa thần bí hơi sô vanh xiêu vẹo gọi là chủ nghĩa Tân Khmer để ủng hộ chương trình nghị sự chính trị của ông.
Đảng Cộng hòa Xã hội lúc đầu phát triển thành hai phe rõ rệt. Một là Dangrek do cựu binh cánh hữu cực đoan kiêm (từ sau ngày 18 tháng 3) Thủ tướng Sơn Ngọc Thành và viện sĩ cánh tả Hang Thun Hak lãnh đạo. Phe Dangrek được đặt tên theo dãy núi mà nhóm du kích Khmer Serei của Thành trú đóng, lôi kéo những con người đã từ lâu là một phần của phe đối lập cộng hòa và cực đoan với Hoàng thân Norodom Sihanouk trong giai đoạn trước khi thành lập nền Cộng hòa. Các phe nhóm khác, gọi là Dangkor tập trung vào Lon Non và quân đội. Căng thẳng giữa hai phe phái sau này sẽ chứng minh một trở ngại nghiêm trọng cho sự ổn định của chính phủ Cộng hòa Khmer. 

## Bầu cử năm 1972
Hai đảng đối lập chính là Đảng Dân chủ của In Tam và Đảng Cộng hòa của Sirik Matak, không tham gia trong cuộc bầu cử Quốc hội vì họ cho rằng đã có một số điểm không rõ ràng trong luật bầu cử. Đảng Cộng hòa Xã hội chỉ có 126 ứng cử viên và giành được tất cả các ghế. Phe đối lập chỉ có 10 ứng viên tập trung vào nhóm Pracheachon, một đảng xã hội chủ nghĩa được gầy dựng, mà phần đông tin rằng là do Lon Nol tổ chức theo kiểu một phe đối lập chiếu lệ.
Trong cuộc bầu cử Thượng viện, cơ quan lập pháp của thượng viện, phe đối lập chiếu lệ với Đảng Cộng hòa Xã hội do một vài ứng cử viên gia nhập vốn xuất thân từ Sangkum, nguyên là một đảng của Sihanouk, người đã bị Lon Nol truất phế chức Quốc trưởng vào năm 1970. Sangkum chính thức giải thể vào năm 1971, nhưng như trường hợp Pracheachon được Lon Nol lập bên chủ yếu chỉ để cung cấp sự xuất hiện của một cuộc bầu cử đa đảng.

## Đấu đá chính trị
Nhiệm kỳ ngắn ngủi của Sơn Ngọc Thành khi làm Thủ tướng Chính phủ đã kết thúc vào ngày 15 tháng 10 năm 1972, ngay sau khi một cuộc ám sát mà phần đông đều tin là do Lon Nol tổ chức. Tổng thư ký Đảng Cộng hòa Xã hội Hang Thun Hak được bầu làm Thủ tướng nhưng bị buộc phải từ chức vào đầu năm 1973 sau một thời gian gia tăng các tác động xấu đối với nước Cộng hòa trong cuộc nội chiến Campuchia. Ít lâu sau được In Tam kế tục rồi tới lượt thành viên Đảng Cộng hòa Xã hội Long Boret giữ chức Thủ tướng vào cuối năm 1973.
Lon Non đã cố gắng tăng cường ảnh hưởng của ông lên Đảng Cộng hòa Xã hội nhưng bị buộc phải sống lưu vong vào tháng 9 năm 1973. Ông trở lại vào năm 1974 và vào cuối tháng 3 năm 1975 vẫn cố gắng để giành được chức Tổng thư ký Đảng, dù nước Cộng hòa thời gian này chỉ kiểm soát một phần thành phố Phnôm Pênh. Vào ngày 17 tháng 4 năm 1975, Đảng Cộng hòa Xã hội cùng với nước Cộng hòa Khmer đã sụp đổ và tan rã hoàn toàn khi rơi vào tay Khmer Đỏ, kéo theo sự tan rã các đảng phái chính trị của chế độ cũ.